# Nives Meroi
Nives Meroi (Bonate Sotto, 17 settembre 1961) è un'alpinista italiana.
Tra le maggiori alpiniste donne della storia, insieme al marito Romano Benet, anch'egli alpinista, ha scalato tutti i 14 ottomila, senza l'uso di ossigeno supplementare né portatori d'alta quota. I due sono la prima coppia in assoluto a riuscire nell'impresa.

## Biografia
(Nives Meroi)
Nata e cresciuta nella bergamasca, si trasferisce a Fusine Laghi, Tarvisio, in Friuli-Venezia Giulia, dove nel 1989 sposa Romano Benet, alpinista, che diventa suo compagno fisso di cordata. In coppia, sulle Alpi, compiono la prima invernale al Pilastro Piussi alla parete nord del Piccolo Mangart di Coritenza e quella alla Cengia degli Dei, sullo Jôf Fuârt. Iniziano la carriera alpinistica himalayana negli anni 1990, tentando il K2 e l'Everest. Nel 1998 conquista in coppia col marito il primo ottomila, il Nanga Parbat, prima donna italiana in vetta.
Nel 2003, sempre in coppia col marito, è la prima donna a compiere la traversata dei tre ottomila Gasherbrum I, Gasherbrum II e Broad Peak, mentre la coppia è la seconda cordata al mondo a realizzare l'impresa. Di grande valore la conquista della cima del K2 del 2006 attraverso lo Sperone degli Abruzzi. Meroi e Benet raggiungono la cima da soli, senza l'ausilio di ossigeno supplementare e senza aiuti nel battere la traccia su tutto il percorso. In quell'occasione è la prima donna italiana a conquistare la vetta della montagna, scalata per la prima volta 52 anni prima da una spedizione italiana. Nel 2006 solo altri due giapponesi, ma con l'uso di ossigeno supplementare, raggiungono la vetta della montagna.
Nel 2007 conquistano l'Everest, con Nives Meroi prima donna italiana in vetta senza ossigeno supplementare. L'anno successivo, in stagione invernale, tentano il Makalu senza raggiungere la vetta, mentre nella discesa Meroi si frattura una gamba. Pochi mesi dopo, con la salita in vetta al Manaslu dell'ottobre 2008, la coppia conquista l'undicesimo ottomila. Prima di lei, questo traguardo femminile era stato raggiunto dalla coreana Oh Eun-Sun, dalla spagnola Edurne Pasaban e dall'austriaca Gerlinde Kaltenbrunner.
(Erri De Luca)
Nella stagione estiva 2009 la coppia abbandona il tentativo di scalata dell'Annapurna I per le condizioni proibitive della neve e il tentativo di scalata del Kangchenjunga per l'improvviso peggioramento delle condizioni fisiche di Benet tra il campo 3 e il campo 4 della montagna. Tornati in Italia, Romano Benet scopre d'essere affetto da un'aplasia midollare severa. I successivi due trapianti di midollo osseo, i trattamenti di chemioterapia e le numerose trasfusioni lo tengono lontano dall'attività per più di due anni.. Ad agosto 2009, in un'intervista all'ANSA e a ExplorersWeb, annuncia il proprio ritiro dalla competizione per la prima scalata femminile di tutti gli ottomila della terra.
(Nives Meroi)
Dopo la difficile riabilitazione di Benet, tornano all'alpinismo himalayano nel 2012, tentando il Kangchenjunga e conquistandone la vetta poi nel 2014. Il 12 maggio 2016 la coppia raggiunge la cima del Makalu. Giovedì 11 maggio 2017, alle ore 9 locali, raggiunge insieme al marito la vetta dell'Annapurna I, completando così tutte le quattordici vette sopra gli ottomila nel mondo, anche in questo caso senza l'ausilio di ossigeno supplementare né di portatori. Si tratta della seconda donna nella storia a compiere questa impresa senza l'uso di ossigeno supplementare e la terza in assoluto. I due, inoltre, sono i primi in assoluto ad aver compiuto l'impresa in coppia.

## Ottomila
- 1994 Prima salita, senza successo, a un 8000, il K2.
- 1996 Primo tentativo all'Everest, non riuscito.
- 1998 Primo ottomila, il Nanga Parbat, in compagnia del marito Romano Benet (prima donna italiana in vetta).
- 1999 Vetta dello Shisha Pangma.
- 1999 Vetta del Cho Oyu.
- 2003 È la prima donna a compiere la traversata dei tre ottomila Gasherbrum I, Gasherbrum II e Broad Peak.
- 2004 Vetta del Lhotse
- 2006 Vetta del Dhaulagiri I
- 2006 Tentativo fallito all'Annapurna I[22]
- 2006 Vetta del K2 (prima donna italiana in vetta)
- 2007 Vetta dell'Everest (prima donna italiana in vetta senza ossigeno)
- 2008 Tentativo fallito al Makalu (spedizione invernale)
- 2008 Vetta del Manaslu
- 2009 Tentativo abbandonato all'Annapurna I
- 2009 Tentativo abbandonato al Kangchenjunga
- 2012 Tentativo fallito al Kangchenjunga
- 2014 Vetta del Kangchenjunga
- 2016 Vetta del Makalu
- 2017 Vetta dell'Annapurna I

## Opere
- Nives Meroi e Vito Mancuso,  Sinai: la montagna sacra raccontata da due testimoni d'eccezione, collana Wild, Prima edizione Fabbri editori, Fabbri editori, 2014, ISBN 978-88-915-0318-3.
- Nives Meroi, Non ti farò aspettare. Tre volte sul Kangchendzonga, la storia di noi due raccontata da me, Rizzoli, 2015. ISBN 978-88-170-8034-7
- Nives Meroi,  Il volo del corvo timido. L'Annapurna e una scalata di altri tempi, Rizzoli, 2019. ISBN 978-88-171-0891-1